# Vilar de Nantes
Vilar de Nantes is een plaats (freguesia) in de Portugese gemeente Chaves en telt 2117 inwoners (2001). Traditioneel bestaan de economische activiteiten in de plaats vooral uit landbouw voor persoonlijk gebruik, veehouderij, de productie van emmers en pottenbakkerij. Later heeft de economie zich door de aanwezigheid van bomen en klei in de regio vooral ontwikkeld in de productie van keramiek en bouwmaterialen zoals bakstenen.
Vandaag de dag hebben de traditionele economische activiteiten aan belang ingeboet (behalve voor persoonlijk gebruik en het toerisme) en is de dienstensector gegroeid. De keramische activiteiten spelen nog steeds een, hoewel minder overheersende, rol.